# Charles Brécard
Charles Brécard, né le 14 octobre 1867 à Sidi Bel Abbès près d’Oran (Algérie) et mort le 22 décembre 1952 dans le 5e arrondissement de Paris (Seine), est un général français, grand chancelier de la Légion d’honneur de 1940 à 1944.

## Biographie
Charles Théodore Brécard est Saint-Cyrien (promotion 1885-1887). Au  cours de la Première Guerre mondiale, il exerce successivement les fonctions d'officier d'état-major au 3e bureau (opérations) du Grand Quartier Général, de chef de la mission militaire française auprès de l’armée belge, de chef d'état-major de la  VIe Armée, d'aide major général pour les opérations extérieures, de commandant de la 310e brigade d'infanterie, de commandant de la 161e division d’infanterie, de commandant de la  5e division de cavalerie et de la division provisoire Brécard, de commandant de la  1re division de cavalerie à pied.
Après la guerre, il commande le 33e corps de l’armée du Rhin à Bonn de 1924 à 1927 et il termine sa carrière militaire comme Gouverneur militaire de Strasbourg et inspecteur général de la cavalerie en 1932 et membre du Conseil supérieur de la guerre.
En 1934, année de la mort du roi Albert Ier, il écrit un livre En Belgique auprès du roi Albert, souvenirs de 1914 , Collection Questions du Jour, chez Calman-Lévy Éditeurs.
Fidèle du maréchal Pétain, il exerce les fonctions de secrétaire général du chef de l’État de juillet à octobre 1940. Il est écarté en raison de ses opinions anti-allemandes et nommé grand chancelier de la Légion d’honneur. Il occupe ce poste jusqu’en juillet 1944.
Il est nommé par décret le 1er août 1942 président du Conseil de la Francisque, instance de l’ordre de la Francisque.
Interné à la Libération, aucune charge n'est retenue contre lui.
Il meurt à 85 ans le 22 décembre 1952 à l’hôpital du Val-de-Grâce (5e arrondissement de Paris) et il est enterré, à Paris au cimetière du Père-Lachaise (71e division).

## Distinctions

### Décorations Françaises
- : Grand-Croix de la Légion d'honneur le 08/07/1932
  - Grand officier de la Légion d'honneur le 28/12/1928
  - Commandeur de la Légion d'honneur le 16/06/1920
  - Officier de la Légion d'honneur le 14 mars 1915
  - Chevalier de la Légion d'honneur le 29 décembre 1910
- : Croix de guerre 1914-1918 avec 3 palmes de bronze et une étoile d’argent.
- : Médaille interalliée 1914-1918.
- : Médaille commémorative de la Grande Guerre.

### Décorations Étrangères
- : Commandeur de l’ordre royal de Léopold (royaume de Belgique),
- : Croix de Guerre Belge (royaume de Belgique).
- : Compagnon de l’ordre du Bain (Royaume-Uni).

## Sources
- Michel Wattel et Béatrice Wattel, « Brécard, Charles » in Les grand'croix de la Légion d'honneur : de 1805 à nos jours : titulaires français et étrangers, Paris, Archives & Culture, 2009, 701 p. (ISBN 978-2-350-77135-9, OCLC 463284299), p. 89, 622.
- Patrick Cabanel et André Encrevé, « Charles Brécard » in Dictionnaire biographique des protestants français de 1787 à nos jours, tome 1 : A-C, Les Éditions de Paris Max Chaleil, Paris, 2015, p. 459-460  (ISBN 978-2846211901).
- Annuaires militaires.